# 信じていれば
『信じていれば』(しんじていれば)は、1988年10月25日にリリースされたC-C-Bの14枚目のシングルである。

## 解説
- この曲は詞先行で制作され、後から曲が付けられた。
- C-C-B最後のオリコントップ10入りした楽曲。

## 収録曲
| 全作詞: 渡辺英樹。 |                        |          |          |                    |      |
| #                  | タイトル               | 作詞     | 作曲     | 編曲               | 時間 |
| 1.                 | 「信じていれば」       | 渡辺英樹 | 米川英之 | 田口智治・米川英之 | 4:13 |
| 2.                 | 「A-Ki-Ra-Me-Na-I-De」 | 渡辺英樹 | 田口智治 | 田口智治           | 5:12 |